# Pancorius
Genre
Synonymes
- Orissania Prószyński, 1992

Pancorius est un genre d'araignées aranéomorphes de la famille des Salticidae.

## Distribution
Les espèces de ce genre se rencontrent en écozones indomalaise et paléarctique.

## Liste des espèces
Selon World Spider Catalog (version 25.5, 19/01/2025) :
- Pancorius alboclypeus Kanesharatnam & Benjamin, 2021
- Pancorius altus Kanesharatnam & Benjamin, 2021
- Pancorius animosus G. W. Peckham & E. G. Peckham, 1907
- Pancorius athukoralai Kanesharatnam & Benjamin, 2021
- Pancorius borneensis Simon, 1902
- Pancorius cadus Jastrzebski, 2011
- Pancorius candidus Wang & Wang, 2020
- Pancorius changricus Żabka, 1990
- Pancorius cheni Peng & Li, 2008
- Pancorius crassipes (Karsch, 1881)
- Pancorius crinitus Logunov & Jäger, 2015
- Pancorius curtus (Simon, 1877)
- Pancorius dabanis (Hogg, 1922)
- Pancorius daitaricus (Prószyński, 1992)
- Pancorius darjeelingianus Prószyński, 1992
- Pancorius dentichelis (Simon, 1899)
- Pancorius fasciatus G. W. Peckham & E. G. Peckham, 1907
- Pancorius goulufengensis Peng, Yin, Yan & Kim, 1998
- Pancorius guiyang Yang, Gu & Yu, 2023
- Pancorius hainanensis Song & Chai, 1991
- Pancorius inexpectatus Logunov, 2024
- Pancorius kaskiae Żabka, 1990
- Pancorius kohi Zhang, Song & Li, 2003
- Pancorius lui Gan, Mi & Wang, 2022
- Pancorius magniformis Żabka, 1990
- Pancorius magnus Żabka, 1985
- Pancorius manipuriensis (B. K. Biswas & K. Biswas, 2004)
- Pancorius medog Wang, Mi, Li & Xu, 2024
- Pancorius naevius Simon, 1902
- Pancorius nagaland Caleb, 2019
- Pancorius nahang Logunov, 2021
- Pancorius nyingchi Wang, Mi & Li, 2024
- Pancorius petoti Prószyński & Deeleman-Reinhold, 2013
- Pancorius protervus (Simon, 1902)
- Pancorius pseudomagnus Logunov, 2021
- Pancorius relucens (Simon, 1901)
- Pancorius scoparius Simon, 1902
- Pancorius sebastiani Asima, Caleb & Prasad, 2023
- Pancorius submontanus Prószyński, 1992
- Pancorius tagorei Prószyński, 1992
- Pancorius taiwanensis Bao & Peng, 2002
- Pancorius taynguyen Hoang & Zhang, 2022
- Pancorius thorelli (Simon, 1899)
- Pancorius urnus Jastrzebski, 2011
- Pancorius variformis (Song & Chai, 1992)
- Pancorius wangdicus Żabka, 1990
- Pancorius wesolowskae Wang & Wang, 2020
- Pancorius yingjiang Wang, Mi, Li & Xu, 2024

## Systématique et taxinomie
Ce genre a été décrit par Simon en 1902 dans les Salticidae.
Orissania a été placé en synonymie par Prószyński et Deeleman-Reinhold en 2013.

## Publication originale
- Simon, 1902 : « Études arachnologiques. 31e Mémoire. LI. Descriptions d'espèces nouvelles de la famille des Salticidae (suite). » Annales de la Société Entomologique de France, vol. 71 p. 389-421 (texte intégral).